# Catedral de la Santísima Trinidad (Gherla)
La Catedral de la Santa Trinidad también llamada Catedral católica armenia de la Trinidad (en rumano: Catedrala Armeano-Catolică Sfânta Treime) Es la iglesia catedral del ordinariato de Rumania para los fieles de la Iglesia Católica de rito Armenio. Se encuentra ubicada en la ciudad de Gherla, al norte del país europeo de Rumania.
Durante el  siglo XVIII los emigrantes armenios de Moldavia entraron en la ciudad gracias a la autorización de la corte imperial de Viena para escapar al protestantismo y contribuyeron en gran medida al crecimiento de la ciudad, por lo que construyeron la actual catedral entre 1748 y 1776 en estilo barroco. La comunidad armenia recibida en el imperio austríaco trajo consigo una gran cantidad de la riqueza y el emperador Francisco I, en agradecimiento, decidió darles una pintura de la galería imperial de Viena. La elección recayó en la pintura de Rubens llamnada La deposición de Cristo de la cruz, que aún se conserva en la catedral.